# NXT Women's North American Championship

Sol Ruca, attuale detentrice del titolo

L'NXT Women's North American Championship è un titolo di wrestling di proprietà della WWE ed esclusivo del roster di NXT, ed è detenuto da Sol Ruca dal 19 aprile 2025.

## Storia
Il 6 aprile a NXT Stand & Deliver, la general manager Ava ha annunciato la creazione di un nuovo titolo riservato alla divisione femminile, ovvero l'NXT Women's North American Championship. Durante la seconda puntata speciale di NXT: Spring Breakin', Ava ha dichiarato che la prima campionessa sarebbe stata determinata tramite un ladder match in seguito a dei match di qualificazione, le cui partecipanti sarebbe state scelte tramite il risultato del NXT Women's Combine, l'insieme di velocità, forza, potenza e forma fisica delle atlete con le migliori dodici che sarebbero state scelte. Le dodici atlete scelte per partecipare alle qualificazione furono, nell'ordine: Sol Ruca, Thea Hail, Jaida Parker, Brinley Reece, Michin da SmackDown, Fallon Henley, Lash Legend, Ivy Nile da Raw, Izzi Dame, Kelani Jordan, Tatum Paxley e Wren Sinclair.
Nell'episodio di NXT del 14 maggio si sono svolti i primi due incontri che hanno visto qualificarsi Sol Ruca e Lash Legend ai danni di Izzi Dame e Ivy Nile. La settimana successiva hanno staccato il pass per il match anche Fallon Henley e Jaida Parker sconfiggendo Thea Hail e Brinley Reece. Il 28 maggio si sono disputati gli ultimi due incontri con Michin e Kelani Jordan che si sono qualificate a dispetto di Tatum Paxley e Wren Sinclair.
Il 9 giugno ad NXT Battleground si tenne il six-woman ladder match che venne vinto da Kelani Jordan che riuscì a staccare la cintura a discapito di Sol Ruca, Lash Legend, Fallon Henley, Jaida Parker e Michin.

### Cintura
Il design della cintura è stato rivelato da Ava il 6 aprile 2024. Molto simile alla cintura maschile, essa è di cuoio bianco di forma lineare con due placche quadrate dorate ai lati con in verticale il logo di NXT in verticale. La placca centrale, sempre dorata, è di forma circolare e all'interno è rappresentato un planisfero inquadrante l'intero continente americano in argento su sfondo bordeaux, mentre in alto è presente il logo di NXT e sotto di esso la scritta "Women's North American Champion". Ad entrambi i lati della cintura, inoltre, è presente una placca pentagonale con all'interno un'altra circolare personalizzabile per ogni atleta.

## Albo d'oro
Statistiche aggiornate al 1 luglio 2025.
| # | Campionessa      | Regno | Data             | Giorni | Località              | Evento              | Note | Fonti  |
| - | ---------------- | ----- | ---------------- | ------ | --------------------- | ------------------- | --- | ------ |
| 1 | Kelani Jordan    | 1     | 9 giugno 2024    | 140    | Enterprise, Nevada    | NXT Battleground    | Jordan sconfisse Sol Ruca, Lash Legend, Fallon Henley, Jaida Parker e Michin in un six-woman ladder match per l'assegnazione del titolo. | [ 8 ]  |
| 2 | Fallon Henley    | 1     | 27 ottobre 2024  | 111    | Hershey, Pennsylvania | NXT Halloween Havoc | In un spin the wheel, make the deal gauntlet match che ha visto la partecipazione anche di Jazmyn Nyx e Jacy Jayne.                      | [ 10 ] |
| 3 | Stephanie Vaquer | 1     | 15 febbraio 2025 | 45     | Washington            | NXT Vengeance Day   | | [ 11 ] |
| — | Vacante          | —     | 1° aprile 2025   | —      | —                     |                     | Reso vacante su decisione di Vaquer per concentrarsi sulla difesa dell'NXT Women's Championship.                                         | [ 12 ] |
| 4 | Sol Ruca         | 1     | 19 aprile 2025   | 73     | Las Vegas, Nevada     | NXT Stand & Deliver | | [ 13 ] |